# Eric Kaz
Eric Kaz, né à Brooklyn en 21 janvier 1946, est un chanteur-compositeur dans les années 1970. Son premier album est sorti en 1972, comportant la chanson Cry Like A Rainstorm qui a fait un succès lors de  son interprétation de Bonnie Raitt et Linda Ronstadt, entre d'autres. Son style est semblable à celui de Carole King, James Taylor et de Jackson Browne. Son deuxième album, Cul-De-Sac, a été réalisé en 1974. En 1975, Eric Kaz rejoint Craig Fuller  (ancien chanteur  de  Pure Prairie League) pour former American Flyer. Le groupe sort  les albums American Flyer en 1976 et Spirit Of A Woman en 1977.  En 1978, Eric Kaz  sort  un album avec Craig Fuller simplement intitulé Craig Fuller-Eric Kaz.
Eric Kaz n'a jamais réalisé de grand succès commercial en tant qu'interprète, il est surtout connu  comme compositeur de chansons. 
Parmi ses compositions plus populaires :
- Love Has No Pride interprété  par Johnny Cash, Rita Coolidge, Linda Ronstadt et Bonnie Raitt
- Cry Like A Rainstorm  interprété par Bonnie Raitt et Linda Ronstadt
- I Won't Be Hangin Round interprété par Linda Ronstadt
- I Won't Be Hangin Round interprété par Randy Meisner
- Angel interprété  par Bonnie Raitt
- I Won't Be Hangin Round interprété  par Linda Ronstadt
- Still Hold On  interprété par Kim Carnes, Tanya Tucker et Suzy Bogguss
- I Cross My Heart interprété par George Strait
- Vows Go Unbroken interprété  par Kenny Rogers
- I'm Gone interprété par Alison Krauss & Union Station
- All I Have  interprété par Beth Nielsen Chapman